# Rode Dorp (Gouda)
Het Rode Dorp is een buurt in de plaats Gouda, in de Nederlandse provincie Zuid-Holland. 

## Geschiedenis
In 1912 werd in Gouda de sociaaldemocratische woningbouwvereniging Het Volksbelang opgericht. De bouw van het Rode Dorp en van een complex bejaardenwoningen aan de Willem Tombergstraat vormde het begin van de sociale woningbouw in Gouda. De buurt werd ontworpen als een tuindorp voor de arbeiders. Oorspronkelijk telde het ontwerp van de architecten J.M. Bakker en H.J. Nederhorst 132 woningen. De gemeenteraad van Gouda besloot in 1913 toestemming te verlenen en financiën beschikbaar te stellen voor een complex van 69 woningen. In 1915 kon met de bouw van het Rode Dorp gestart worden. Officieel werd de buurt bij raadsbesluit van 4 februari 1916 Parkstraat genoemd, naar het nabij gelegen Van Bergen IJzendoornpark. De nabijheid van het park bleef in de gemeenteraad van Gouda niet onbesproken. Een deel van de raad vond de nabijheid van het park van belang als recreatiemogelijkheid voor dit deel van de bevolking, een ander deel van de raad vreesde voor de gevolgen van baldadigheid en een mogelijk negatief effect op bouw van de villa's in het park.
De buurt werd al snel het Rode Dorp genoemd, mogelijk verwijzend naar de politieke kleur van de woningbouwvereniging of van de bewoners. De huizen beschikten over voor die tijd moderne voorzieningen als een binnen-wc en stromend water. Voor de arbeidende bevolking, die over het algemeen slecht was gehuisvest in de binnenstad van Gouda, betekende dit een verbetering van de woonomstandigheden. De huizen waren gebouwd rond een pleintje in de vorm van een plantsoen.
Na een eeuw zijn de woningen afgebroken en is er in 2012 een nieuw Rode Dorp gerealiseerd met 26 huur- en 41 koopwoningen. De huurwoningen zijn gebouwd door de rechtsopvolger van de woningbouwvereniging Het Volksbelang, de woningcorporatie Mozaïek Wonen.